# The Fallouts

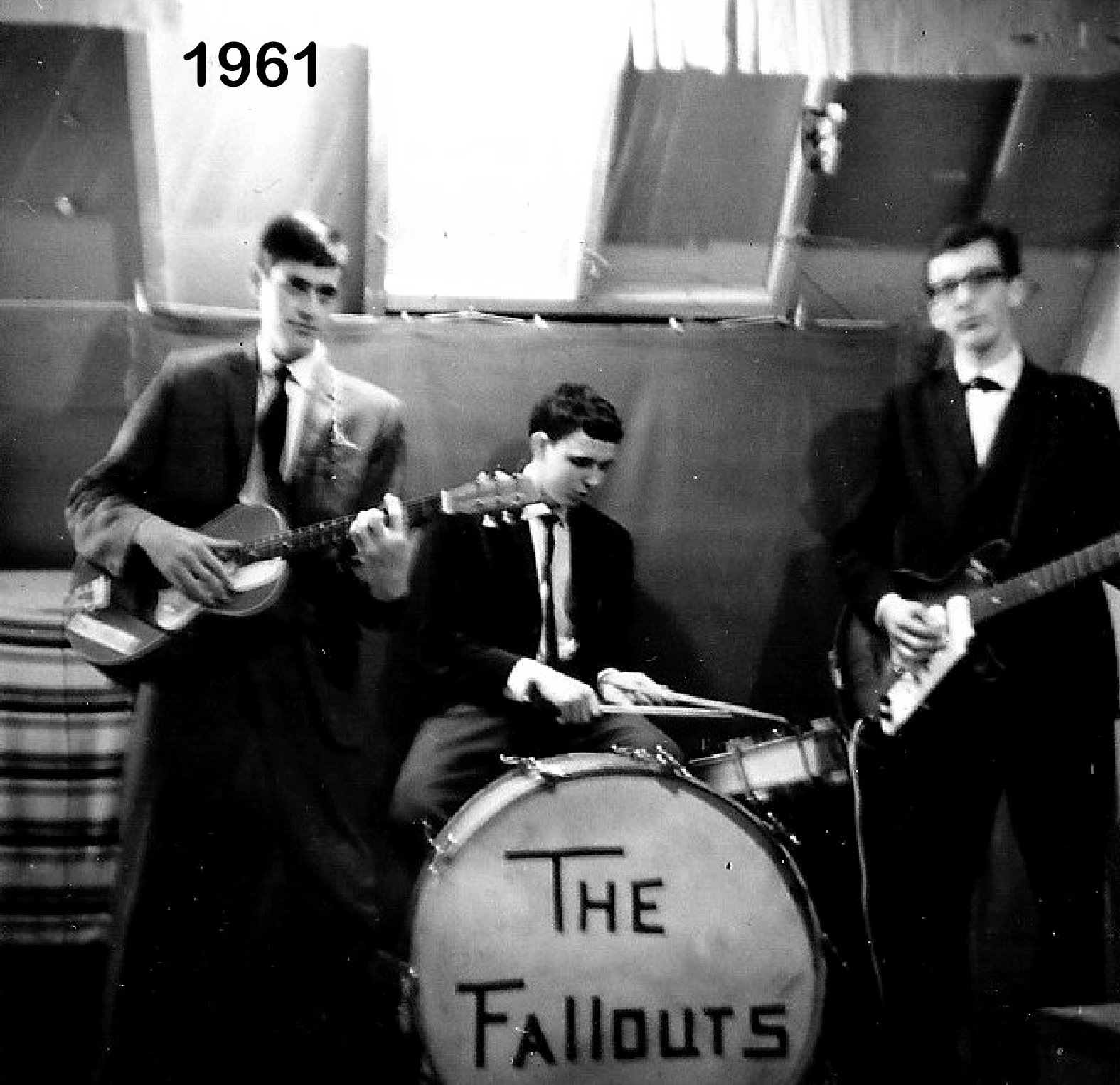
Op de zolder in de Deken Frankenstraat in Valkenswaard. The Fallouts repeteerden er van 1961 tot 1964. Het was tevens een ontmoetingsruimte om muziek te beluisteren, te tafeltennissen en iets te drinken. Toen de band werd uitgebreid en de muziek harder werd, verhuisden de Fallouts naar hotel Royal.

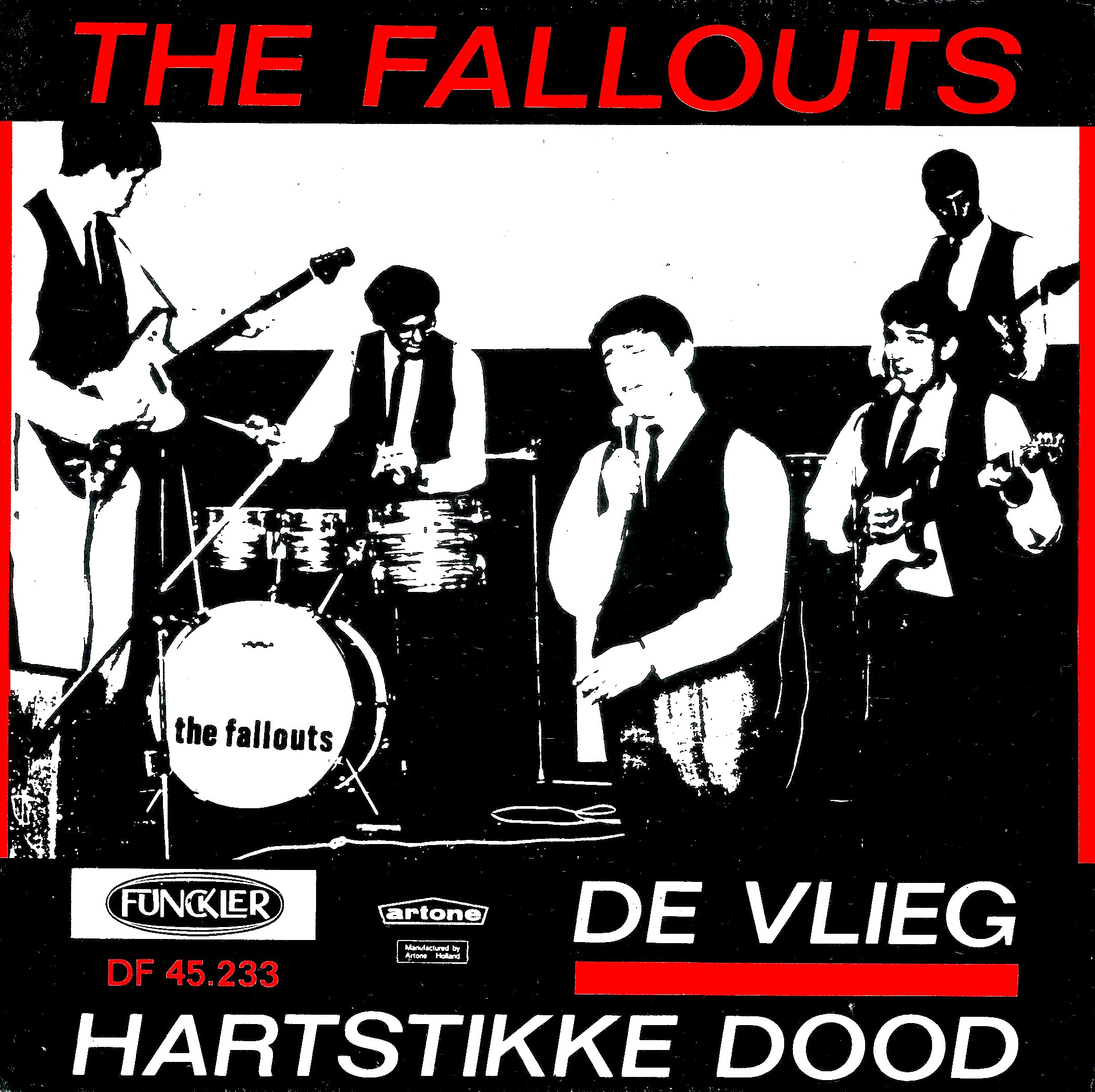
Hoesje eerste single De Vlieg - Hartstikke Dood (1966)

The Fallouts, ook wel De Fallouts, is een Nederlands- en Engelstalige Beatgroup uit Valkenswaard die werd opgericht in 1961. De band bracht twee singles uit: in 1966 De Vlieg en Hartstikke Dood en in 1967 I'm sick of living en I've been waiting.

## Geschiedenis
De band trad veel op in de jaren zestig. Iedere zondagavond vanaf 1964 tot en met 1967 speelden ze in Hotel Royal (Bosje) in Valkenswaard. De Fallouts namen in die periode veel eigen nummers op in de Philips ELA studio in Eindhoven. Deze opnames zouden later worden uitgebracht op single en daarna op een LP.
In 1965 werd deelgenomen aan de Gouden Micro, een talentenjacht voor bands georganiseerd door het Belgische Zondagsnieuws en Kwik. Er deden zo'n 150 bands aan mee en de voorrondes waren in diverse Belgische steden. De Fallouts traden op in Overijsse (België) en haalden met hun Nederlandstalige repertoire de finale in het Sportpaleis in Antwerpen. Ze werden tevens uitgenodigd om in de Madeleine studio in Brussel de Vlieg en Hartstikke Dood op te nemen. De opname werd niet uitgebracht en de nummers werden opnieuw opgenomen in de ELA studio. In 1966 verschenen ze op de eerste Fallouts single.
In 1967 werd in de GTB-studio in Den Haag I'm sick of living en I've been waiting opgenomen en op single uitgebracht. Later in dat jaar viel de band uit elkaar en het opgenomen overige eigen materiaal uit de ELA-studio bleef alleen op tape beschikbaar. De Fallouts was de eerste band die in Nederland in kleur op de televisie was. In 1967 traden ze op in de testuitzending van de Willem Duys show die werd uitgezonden vanuit het NatLab van Philips in Waalre-Eindhoven. Ze speelden er hun nieuwe single I've been waiting. In 1982 was er een reünie en begon een tweede fase waarin veelvuldig werd opgetreden. De optredens in de Fantast en het Bolleke in Valkenswaard en in de Egelantier in Bergeijk deden de oude jaren zestig tijd herleven.
In de jaren negentig ontstond het plan om een cd met eigen composities te produceren.
In 1993 verscheen de cd Willy's Dream, die in eigen beheer werd opgenomen. Nadat de eigen nummers uit de jaren zestig op het eigen YouTube-kanaal en op Facebook waren verschenen reageerde de Platenclub Utrecht die een luxe vinyl ep uitbracht (2017) met de nummers Je praat te veel, Linke Diederik, Pickpockets en Clouds. De Kik uit Rotterdam nam in 2018 het nummer Mister X in hun studio op en bracht het op een vinyl single uit (PAF records 002 - 2018). 
In 2019 verscheen een box voor Nederbeat-verzamelaars: "Diggin' in the Goldmine - Dutch Beat Nuggets" uitgebracht door Pseudonym Records. De box bevat 8 cd's met 201 tracks van 100 Nederbeat bands, uit de jaren 1965 tm 1970, met veel door verzamelaars gezochte opnames. Er staan vijf nummers van de Fallouts op uit de jaren 1966 en 1967, de singles De Vlieg, Hartstikke Dood, I'm sick of living, I've been waiting en de demo van Sick of living. Op de vinyl LP van de Beat Nuggets staan de twee Engelstalige Fallouts nummers. In het bijbehorende fotoboek worden alle nummers besproken door Mike Stax de hoofdredacteur van het Amerikaanse blad Ugly Things ("The great Sick of living"). In 2016 stonden in het Rock magazine al foto's en een interview met leden van de Fallouts (Ugly Things nr 41).
Fallouts nummers Sick of living en I've been waiting zijn gecoverd door The Conquerors, The Others en The Rookies. Anno 2020 zijn alle overige eigen Fallouts nummers op YouTube gezet en op Facebook verschijnen zowel oude als actuele foto's en berichten. De Fallouts treden nog sporadisch op en sommige leden zijn ook actief in andere bands.